# Aartsbisdom Tuxtla Gutiérrez
Het aartsbisdom Tuxtla Gutiérrez (Latijn: Archidioecesis Tuxtlensis) is een rooms-katholiek aartsbisdom met als zetel Tuxtla Gutiérrez, in Mexico. De aartsbisschop van Tuxtla Gutiérrez is metropoliet van de kerkprovincie Tuxtla Gutiérrez, waartoe ook de volgende suffragane bisdommen behoren:
- San Cristóbal de Las Casas
- Tapachula

## Geschiedenis
Het aartsbisdom werd opgericht op 27 oktober 1964, als het bisdom Tuxtla Gutiérrez, uit delen van de bisdommen Chiapas, Tapachula en Tabasco, en was suffragaan aan het aartsbisdom Antequera. Op 25 november 2006 werd het verheven tot metropolitaan aartsbisdom. 

## Parochies
Het aartsbisdom had in 2020 een oppervlakte van 25.000 km2 en telde 1.780.830 inwoners waarvan 68,1% rooms-katholiek was.

## Ordinarii

### Bisschoppen
- José Trinidad Sepúlveda Ruiz-Velasco (20 mei 1965 - 12 februari 1988)
- Felipe Aguirre Franco (28 april 1988 - 30 juni 2000; hulpbisschop sinds 12 maart 1974)
- José Luis Chávez Botello (16 juli 2001 - 8 november 2003)

### Aartsbisschoppen
- Rogelio Cabrera López (11 september 2004 - 3 oktober 2012)
  - José Luis Mendoza Corzo (hulpbisschop: 23 maart 2007 - heden)
- Fabio Martínez Castilla (19 februari 2013 - 25 november 2023)
- sedisvacatie

Tuxtla Gutiérrez (aartsbisdom) · San Cristóbal de Las Casas · Tapachula